# Остріц
Остріц (нім. Ostritz) або Вострівець (в.-луж. Wostrowc) — місто в Німеччині, розташоване в землі Саксонія. Входить до складу району Герліц.
Площа — 23,39 км2. Населення становить 2215 ос. (станом на 31 грудня 2020).